# Carolina Betancourt
Carolina Betancourt (* 31. März 1993) ist eine ehemalige mexikanische Tennisspielerin.

## Karriere
Betancourt, die mit zehn Jahren das Tennisspielen begann, bevorzugt dabei den Hartplatz. Sie spielte hauptsächlich auf Turnieren des ITF Women’s Circuit, bei denen sie einen Turniersieg im Einzel und vier im Doppel errungen hat.
Ihre besten Weltranglistenpositionen erreichte sie im Einzel mit Rang 561 sowie im Doppel mit Rang 402. Ihr bislang letztes internationale Turnier spielte Betancourt im März 2016. Sie wird daher nicht mehr in der Weltrangliste geführt.
Seit dem Jahr 2012 spielte sie für die mexikanische Fed-Cup-Mannschaft, für die sie in drei Partien zwei Siege erringen konnte.

## Turniersiege

### Einzel
| Nr. | Datum        | Turnier | Kategorie   | Belag     | Finalgegnerin  | Ergebnis    |
| --- | ------------ | ------- | ----------- | --------- | -------------- | ----------- |
| 1.  | 8. Juni 2014 | Pachuca | ITF $10.000 | Hartplatz | Fernanda Brito | 5:3 Aufgabe |

### Doppel
| Nr. | Datum           | Turnier         | Kategorie   | Belag     | Partnerin              | Finalgegnerinnen                   | Ergebnis          |
| --- | --------------- | --------------- | ----------- | --------- | ---------------------- | ---------------------------------- | ----------------- |
| 1.  | 18. Juni 2011   | Coatzacoalcos   | ITF $10.000 | Hartplatz | Jessica Roland-Rosario | Yawna Allen Whitney Jones          | 6:1, 6:0          |
| 2.  | 11. Mai 2013    | Ramat haScharon | ITF $10.000 | Hartplatz | Molly Scott            | Ekaterina Tour Alina Wessel        | 6:72, 6:4, [10:4] |
| 3.  | 24. August 2013 | San Luis Potosí | ITF $15.000 | Hartplatz | Camila Fuentes         | Ana Sofia Sánchez Marcela Zacarías | 6:2, 6:3          |
| 4.  | 6. Juni 2015    | Manzanillo      | ITF $10.000 | Hartplatz | Steffi Carruthers      | Tornado Alicia Black Dasha Ivanova | 6:3, 6:3          |